# David Fernandes
David Rúben Sousa Fernandes (Funchal, 8 de setembro de 1983) é um atleta português de canoagem de águas calmas. Ganhou uma medalha de prata no Campeonato Mundial de Canoagem de 2014 e 4 medalhas no Campeonato Europeu de Canoagem entre 2011 e 2015.
David Fernandes competiu nos Jogos Olímpicos de 2016, no Rio de Janeiro, na modalidade K-4 1000 metros masculino.
A 11 de julho de 2020 venceu o Grande Prémio Cidade do Funchal, organizado pela Associação Regional de Canoagem da Madeira.

## Palmarés internacional
| Campeonato Mundial | Campeonato Mundial                       | Campeonato Mundial | Campeonato Mundial |
| Ano                | Lugar                                    | Medalha            | Competição         |
| ------------------ | ---------------------------------------- | ------------------ | ------------------ |
| 2014               | Moscovo (Rússia Rússia)                  | Medalha de prata   | K4 1000 m          |
| Campeonato Europeu |                                          |                    |                    |
| Ano                | Lugar                                    | Medalha            | Competição         |
| 2011               | Belgrado (Sérvia Sérvia)                 | Medalha de ouro    | K4 1000 m          |
| 2013               | Montemor-ou-Velho ( ) Portugal           | Medalha de prata   | K4 1000 m          |
| 2014               | Brandeburgo (Alemanha Alemanha)          | Medalha de bronze  | K4 1000 m          |
| 2015               | Račice (República Checa República Checa) | Medalha de prata   | K4 1000 m          |